# Symphalangus
O siamang (Symphalangus syndactylus) é uma espécie de gibão, nativa da Malásia, Tailândia e Indonésia, mais propriamente a Ilha de Sumatra. É a única espécie do género Symphalangus.
Pode viver mais de 30 anos em cativeiro.[carece de fontes?]

## Estado de conservação
Esta espécie está listada como ameaçada pois houve um declínio de mais de 50% de sua população nos últimos 40 anos devido à perda de habitat, caça e o comércio ilegal de animais.